# Scramjet

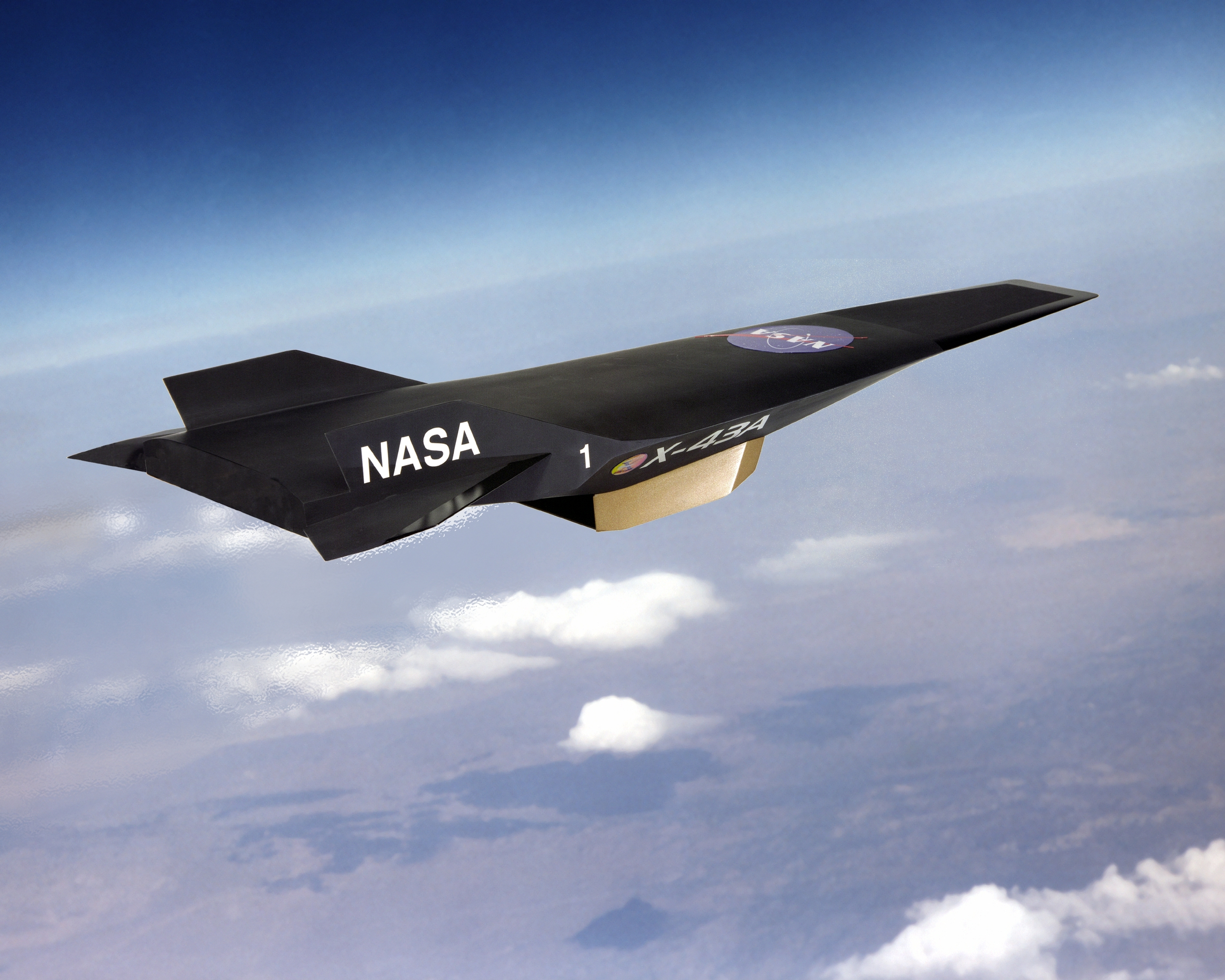
X-43A amb un motor scramjet acoblat a la part inferior.

L'estatoreactor de combustió supersònic, més conegut pel seu nom en anglès scramjet, és una variació d'un estatoreactor amb la diferència que una part o la totalitat del procés de combustió es duu a terme a velocitat supersònica. A majors velocitats, cal una combustió supersònica per maximitzar l'eficiència del procés de combustió. Les projeccions per a la velocitat d'un motor scramjet (sense aportació addicional d'oxidant) varien entre Mach 12 i Mach 24 (velocitat orbital). El X-30 en proves només ha arribat a una velocitat de Mach 17, a causa de problemes en el tipus de combustió. Com a contrast, el més ràpid dels avions convencionals, que utilitzen l'aire per sustentar-se, és el Lockheed SR-71 de les Forces Aèries dels Estats Units, aconseguint aproximadament Mach 3,4 i els coets del Programa Apollo van aconseguir Mach 30.

## Orígens
La idea original de l'hipereactor o ramjet, neix a principis del segle xx, el 1913 (data de la patent) de les mans de René Lorin. Aquest enginyer francès posa les bases teòriques, sota el simple cicle termodinàmic de compressió, combustió, i expansió, per al que ell va denominar  Tovera Termopropulsora . Un reactor que podria aconseguir velocitats hipersòniques, aleshores inimaginables.
No va ser fins dècades més tard, 1933, que René Leduc va redescobrir les idees de René Lorin, llavors el ramjet (anomenat així a la Unió Soviètica) va aparèixer com el reactor ideal, de gran potència, màxima eficiència i mínim cost de producció, ja que en desaparèixer les parts mecàniques quedava com un mer tub, de molt fàcil manufactura. Però el ramjet té l'inconvenient que és incapaç d'enlairar per si mateix. Un avió amb una propulsió hipersònic d'aquest tipus necessita ser accelerat per un altre fins a una velocitat mínima (Mach 3) o estar equipat amb un motor híbrid que pogués funcionar com un turboreactor per a l'enlairament i aterratge, que no existeix de moment, i permetés una manera ramjet, durant el vol. Per tenir una idea del salt entre aquest reactor i la resta hem de tenir en compte que el propulsor atmosfèric més ràpid és el SR-71 Blackbird que arriba Mach 3, mentre el ramjet podria aconseguir Mach 10.

## Un simple tub buit
La idea bàsica de René Lorin era un tub que mentre va absorbint aire el comprimeix per la mateixa pressió generada per la seva velocitat i el disseny aerodinàmic de l'interior, llavors se li subministra un combustible que reacciona amb l'oxigen i la combustió crea l'expansió, el flux, que impulsava la nau. Un “simple” cicle de compressió, combustió, i expansió que permet assolir altíssimes velocitats, sense cap part mòbil necessària per a la compressió, i amb un altíssim rendiment. Sent mecànicament senzilla la complexitat més gran es troba en el seu disseny aerodinàmic del qual ho depèn tot.

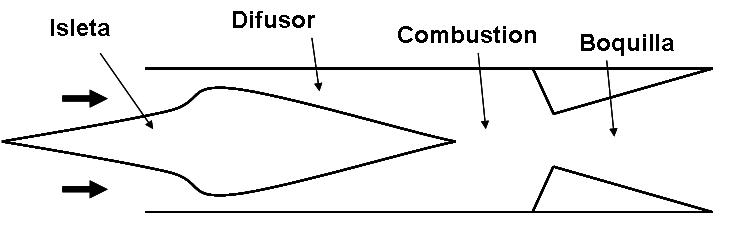
Exemple d'un motor ramjet.

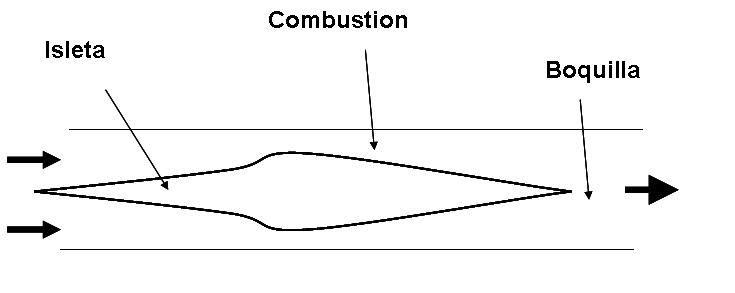
Exemple d'un motor scramjet.

Podem veure el disseny d'un reactor ramjet, l'aire entra a velocitats supersòniques per la boca del reactor, només entrar cal reduir la seva velocitat fins a nivells subsònics per mitjà de difusió aerodinàmica creada per l'istme i el difusor. L'aire entra a la cambra de combustió i es barreja amb el combustible calent, generant un flux de sortida que, si és més gran que el d'entrada, impulsarà la nau. Un dels límits del ramjet és que fins a velocitats de Mach 3 no funciona, per la qual cosa necessita altres propulsors per començar a funcionar, però també està limitat en velocitat màxima a Mach 6. Els propulsors ramjet no poden superar aquest límit. L'empenta deixa de ser positiu, a causa de la fricció generada per la desacceleració necessària per a la combustió, l'aire arriba tan calent que no pot cremar-se amb el combustible. L'única forma d'evitar això és  no  desaccelerar l'aire d'entrada i és aquí on entra el scramjet X-43A.
Scramjet (Supersonic combustió ramjet), tipus de reactor del X-43A, no redueix la velocitat de l'aire per a la seva combustió, sinó que aquesta es realitza a través d'ell. Cal fer una combustió molt ràpida, generalment s'usa hidrogen, però no crea el problema de la fricció i la seva velocitat límit està encara per veure, potser mach 20. És mecànicament molt simple però extremadament complex en aerodinàmica, fins i tot més que el ramjet. Els tres exemplars, amb petites diferències cada un, que es van provar en els assajos del projecte Hyper-X han estat els primers scramjets de la història de l'aerodinàmica, i encara està per veure tot el seu potencial.